# Rimma Chorokhova
Rimma Ivanovna Chorokhova (en russe : Римма Ивановна Шорохова), née le 7 juillet 1926 à Kouzino en Union soviétique, est une actrice russe.

## Filmographie
- 1951 : Le Médecin de campagne de Sergueï Guerassimov
- 1953 : La Moisson de Vsevolod Poudovkine
- 1953 : La Frontière dans la montagne de Konstantin Youdine
- 1956 : Le Printemps dans la rue Zaretchnaïa de Marlen Khoutsiev et Felix Mironer
- 1957 : La Maison où je vis de Lev Koulidjanov et Yakov Segel
- 1958 : La Fiancée venue de l'autre monde de Leonid Gaïdaï